# Emil Riis Jakobsen
Emil Riis Jakobsen (Hobro, 24 juni 1998) is een Deense profvoetballer die bij voorkeur als spits speelt. Hij verruilde in 2020 Randers FC voor Preston North End.

## Carrière
Riis begon als jeugdspeler bij Hobro IK en debuteerde op 8 oktober 2013 voor het Deens voetbalelftal onder 16 jaar. Datzelfde jaar verliet hij de club uit zijn geboorteplaats en sloot aan bij de jeugdopleiding van Randers FC. In 2015 verkaste de Deense spits naar Derby County in Engeland. Op 11 januari 2018 werd hij voor een half jaar verhuurd aan eredivisionist VVV-Venlo. Op 17 maart 2018 maakte Riis er zijn competitiedebuut tijdens een uitwedstrijd bij PSV, als invaller voor Romeo Castelen. In juni 2018 keerde de transfervrije aanvaller terug naar zijn geboorteland, waar hij een driejarig contract tekende bij Randers FC. In oktober 2020 maakte Riis een overstap naar Preston North End dat naar verluidt een transfersom van circa 1,5 miljoen euro voor hem betaalde.

### Statistieken
| 2017/18                                | VVV-Venlo         | Eredivisie      | 3   | 0  | 0 | 0 | –  | – | 3   | 0  |
| 2018/19                                | Randers FC        | Superligaen     | 25  | 4  | 2 | 1 | 5  | 0 | 32  | 5  |
| 2019/20                                | Randers FC        | Superligaen     | 31  | 8  | 4 | 2 | 2  | 1 | 37  | 11 |
| 2020/21                                | Randers FC        | Superligaen     | 3   | 2  | 0 | 0 | –  | – | 3   | 2  |
| 2020/21                                | Preston North End | Championship    | 38  | 2  | 1 | 0 | 0  | 0 | 40  | 2  |
| 2021/22                                | Preston North End | Championship    | 44  | 16 | 1 | 0 | 4  | 4 | 49  | 20 |
| 2022/23                                | Preston North End | Championship    | 24  | 5  | 0 | 0 | 2  | 0 | 26  | 5  |
| 2023/24                                | Preston North End | Championship    | 21  | 6  | 1 | 0 | 0  | 0 | 22  | 6  |
| 2024/25                                | Preston North End | Championship    | 23  | 5  | 0 | 0 | 2  | 0 | 25  | 5  |
| Carrière totaal                        | Carrière totaal   | Carrière totaal | 212 | 48 | 9 | 3 | 15 | 5 | 236 | 56 |
| Bijgewerkt tot en met 26 december 2024 |                   |                 |     |    |   |   |    |   |     |    |

1Overige officiële wedstrijden, te weten playoffs en EFL Cup.